# Nickel Ashmeade

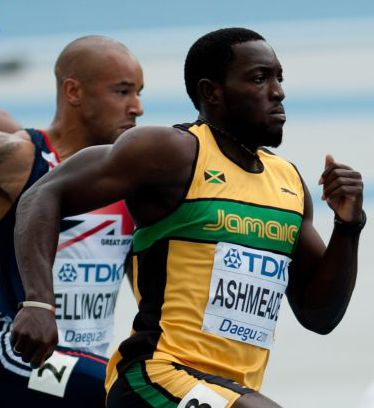
Nickel Ashmeade durante los campeonatos mundiales de 2011.

Nickel Ashmeade (7 de abril de 1990 - ) es un velocista jamaiquino especializado en competiciones de 100 y 200 metros llanos. Nickel Ashmeade ganó el 2.º lugar en las Pruebas Nacionales de Jamaica en la modalidad de 200 m solamente siendo superado por Warren Weir. Alcanzó el tercer lugar en la carrera de 100 m detrás de Kemar Bailey-Cole y Usain Bolt.
Nickel Ashmeade fue el tercer relevo en el equipo Jamaiquino de 4 × 100 m en el Campeonato Mundial en Moscú, con el cual ganó la medalla de oro. Nickel Ashmeade finalizó en 5.º en los 100 m del Campeonato Mundial de 2013 en Moscú y terminó 4.º en la carrera de 200 m.

## Carrera profesional
Ashmeade formó parte del equipo de Yohan Blake en la preparatoria St. Jago y desde joven tuvo éxito en las carreras de velocidad: durante el Campeonato Júnior de Centroamérica y del Caribe 2006 venció a su compatriota Dexter Lee por el título de los 100 m, fue subcampeón de los 200 m después de Ramone Mckenzie, e hizo equipo con dicho par para ganar para Jamaica el título del relevo de 4 ×100 metros. El joven jamaiquino ganó más medallas en el Campeonato Mundial Juvenil de Atletismo 2007, donde fue segundo después de Lee en los 100 m, corrió los 200 m en solo 20.76 s. para ganar la medalla de bronce, y colaboró con el equipo nacional para ganar otro bronce en el sprint medley relé. Compitió en los Relevos de Penn en 2008 y representó a su escuela, la St. Jago High School – una institución reconocida por entrenar atletas en diversas disciplinas.
Ashmeade se enfocó en la prueba de 200 m en el Campeonato Mundial Júnior de Atletismo de 2008, en el cual ganó la medalla de plata, siendo superado por Christophe Lemaitre de Francia. Ganó también en el relevo de 4 × 100 m,  ayudando a Jamaica a obtener el cuarto sitio. Los Juegos CARIFTA regionales le dieron la oportunidad de ganar más medallas: en la edición de 2008 ganó el título de los 200 m y dos medallas de oro en relevos, una hazaña que casi repite en el 2009, cuando la única diferencia fue una medalla de plata en los relevos de 4 ×400 m. Su último éxito como atleta júnior llegó en el Campeonato Panamericano Júnior de Atletismo 2009 en Puerto España donde ganó el oro en los 200 m y teniendo un récord personal de 20.40 s. y ganando la medalla de bronce en relevos.
Ashmeade hizo su transición hacia la categoría sénior en el Campeonato de Atletismo de Centroamérica y el Caribe 2009, donde  ganó la carrera de 200 m compitiendo contra Rondel Sorillo. A comienzos de la temporada 2011 tuvo  actuaciones muy destacadas: en mayo completó su primera carrera de 200 m en menos de 20 s. en Kingston, cuando completó la prueba en 19.96 segundos para sorpresa de  Wallace Spearmon, más establecido que él, y mejoró su récord personal casi medio segundo. Ashmeade también hizo un progreso similar en los 100 m en el Grand Prix de Ponce en el mismo mes, batiendo el récord de Justin Gatlin, campeón Olímpico de 2004 Olímpico y Mundial de 2005, con un tiempo de 10.05 s. (una mejora de 0.24 s.).

## Récords personales
| Distancia | Tiempo             | Fecha                | Lugal         |
| --------- | ------------------ | -------------------- | ------------- |
| 100 m     | 9,90 s (+0,4 m/s)  | 11 de agosto de 2013 | Moscú, Rusia  |
| 200 m     | 19,85 s (+0,0 m/s) | 30 de agosto de 2012 | Zúrich, Suiza |